# AQUOS CRYSTAL
AQUOS CRYSTAL（アクオス クリスタル）は、シャープによって開発された、ソフトバンクモバイルの第3.9世代移動通信システム、Hybrid 4G LTE（SoftBank 4G／SoftBank 4G LTE）端末である。SoftBank スマートフォンシリーズのひとつ。OSはAndroid 4.4を搭載している。モデル番号は305SH。

## 概要
アメリカ合衆国のスプリントと同時展開されるスマートフォンであり、ソフトバンクモバイルでは「日米共同開発モデル」として位置付けているが、双方でわずかに仕様が異なる。
重量は米国向けモデルの141グラムよりも1グラム軽い140グラムとなっている。カラーバリエーションは米国モデルがブラック、ホワイトのみだが、日本向けモデルはピンク、ブルーが追加されている。またUSBホスト機能のOTG 1.3にも対応する。
対応通信方式はGSM非対応の米国向けモデルと異なり、唯一この日本向けモデルは対応している。これに加えてUMTS(B8/B1)、LTE（B1/B3/B8/B41）にも対応する。
なお共同調達モデルのため、ワンセグ・フルセグ・おサイフケータイ及びNFC・赤外線通信には対応しておらず、防水・防塵性能も装備されていない。
OSはAndroid 4.4.2を搭載しているが、インターフェースデザインはNexus端末のようなAOSPベースの米国モデルと異なり、そのほかのシャープ製Android 4.4スマートフォンに搭載されているシャープ独自UIの「Feel UX」が採用されている。

### 販売形態
価格はソフトバンクモバイル向けの場合、Harman/Kardon製ワイヤレススピーカー「ONYX STUDIO」が付属し、一括で5万4480円という価格が設定されている。それに対して、グローバルモデルのAQUOS Crystal 306SHにはスピーカーが付属せず、スプリントで239ドル（約2万5000円）、同社傘下のプリペイドブランドであるブースト・モバイルおよびヴァージン・モバイルUSAではさらに安価な149ドル（約1万5000円）で、長期契約の縛り無しでの購入が可能になっている。そのため、日本向けモデルの305SHは、売上の確保や、2年契約を前提とした新スーパーボーナスによる販売方式に適応させるため、ソフトバンクモバイルが価格を吊り上げているのではないかと指摘されている。
せっかくの共同調達モデルで低価格帯であるものの、ソフトバンクモバイルではスピーカー無し価格の2万円で購入できないため、「端末を適正な価格で購入できる」という当たり前な環境が実現できていないなどの評価もされている。
| 製品番号              | 306SH                           | 306SH                           | 306SH                           | 305SH                           |
| --------------------- | ------------------------------- | ------------------------------- | ------------------------------- | ------------------------------- |
| 販売国                | 米国                            | 米国                            | 米国                            | 日本                            |
| キャリア              | スプリント                      | ヴァージン・モバイル            | ブースト・モバイル              | ソフトバンクモバイル            |
| 色                    | ホワイト/ブラック               | ブラック                        | ホワイト                        | ホワイト/ブラック/ピンク/ブルー |
| スピーカー付属        | 無し                            | 無し                            | 無し                            | 有り                            |
| SIMロック             | ロック ※90日契約でSIMフリー可能 | ロック ※解除不可                | ロック ※解除不可                | ロック ※解除不可                |
| 価格 （最低契約期間） | 239.99ドル（14日）              | 149.99ドル（0日）               | 149.99ドル（0日）               | 54,480円                        |
| 脚注                  | [ 8 ] [ 9 ] [ 6 ] [ 10 ] [ 11 ] | [ 8 ] [ 9 ] [ 6 ] [ 10 ] [ 11 ] | [ 8 ] [ 9 ] [ 6 ] [ 10 ] [ 11 ] | [ 8 ] [ 9 ] [ 6 ] [ 10 ] [ 11 ] |

## その他機能
| 主な対応サービス       | 主な対応サービス   | 主な対応サービス             | 主な対応サービス                              |
| ---------------------- | ------------------ | ---------------------------- | --------------------------------------------- |
| タッチパネル           | HD液晶 5.0インチ   | フルブラウザ                 | Hybrid 4G LTE (SoftBank 4G／SoftBank 4G LTE ) |
| バッテリー容量 2040mAh | テザリング         | WiFi                         | GPS                                           |
| 800万画素カメラ        | ワンセグ／フルセグ | デジタルオーディオプレーヤー | おサイフケータイ／NFC                         |
| Bluetooth              | 赤外線通信         | 緊急速報メール               | 防水／防塵                                    |

## 歴史
- 2014年8月18日 - ソフトバンクモバイルより発表・事前予約開始[2]。
- 2014年8月29日 - 発売開始。
- 2016年1月29日 - ブルーのみシンプルスタイルで限定取扱いを開始。